# Ивановка (Семёновский район, Полтавская область)
Ивановка (укр. Іванівка) — село, Ивановский сельский совет, Семёновский район, Полтавская область, Украина. Является административным центром Ивановского сельского совета, в который не входят другие населённые пункты.
Код КОАТУУ — 5324582701. Население по переписи 2001 года составляло 757 человек.

## Географическое положение
Село Ивановка находится на берегу реки Кривая Руда, ниже по течению на расстоянии в 1,5 км расположено село Проценки (Глобинский район).

## История
Церковь Иоанна Печерского построена в 1725 году, метрические книги сохранились с 1763 года.
Имеется на карте 1812 года.

## Экономика
- ООО «Маяк».

## Объекты социальной сферы
- Школа І—ІІ ст.